# 波根東村
波根東村（はねひがしむら）は、島根県安濃郡にあった村。現在の大田市の一部にあたる。

## 地理
- 海洋：日本海

## 歴史
- 1889年（明治22年）4月1日、町村制の施行により、安濃郡波根東村が単独で村制施行し、波根東村が発足[1][2]。
- 1904年（明治37年）波根漁業組合設立[1]。
- 1954年（昭和29年）1月1日 - 安濃郡大田町・長久村・鳥井村・久手町・川合村、邇摩郡静間村・久利村と合併して市制施行し大田市を新設して廃止された[1][2]。

### 地名の由来
須佐能男尊の子、建神岩坂彦命が国を巡った際に、出雲国の端根なりと語ったことによる。神亀3年（726年）波根に改めた。

## 産業
- 農業、漁業[1]。